# Vaahteraliiga 2021
Die Vaahteraliiga 2021 war die 42. Saison der Vaahteraliiga, der höchsten Spielklasse des American Football in Finnland. Sie begann am 12. Juni und endete am 12. September 2021 mit dem Vaahteramalja XLII (auch Maple Bowl XLII), dem Finale um die finnische Meisterschaft. Ursprünglich sollte die Saison bereits im Mai beginnen und mehr Spiele in der regulären Spielzeit beinhalten, doch machte die COVID-19-Pandemie wie im Vorjahr eine Verkürzung notwendig. Die Kuopio Steelers konnten ihren Titel erfolgreich verteidigen. Als bester Ligaspieler wurde der Linebacker Maurice Wright Jr ausgezeichnet.

## Teilnehmer und Modus
Die sieben Teams bestreiten eine acht Spiele umfassende reguläre Saison. Die besten vier Teams der regulären Saison erreichen die Play-offs, in denen das bestplatzierte gegen das viertplatzierte Team sowie der Zweite gegen den Dritten im Halbfinale antritt. Im Vergleich zur Vorsaison wurde das Teilnehmerfeld mit den United Newland Crusaders um ein Team erweitert.

## Regular Season

### Spielplan
| Spieltag 1 (12. / 28. Juni 2021) | Spieltag 1 (12. / 28. Juni 2021) | Spieltag 1 (12. / 28. Juni 2021) | Spieltag 1 (12. / 28. Juni 2021) | Spieltag 1 (12. / 28. Juni 2021) | Spieltag 1 (12. / 28. Juni 2021) |
| Datum                            | Heimteam                         | Erg.                             | Auswärtsteam                     | Zuschauer                        |                                  |
| -------------------------------- | -------------------------------- | -------------------------------- | -------------------------------- | -------------------------------- | -------------------------------- |
| 12. Juni 2021                    | Porvoo Butchers                  | 14 : 06                          | Helsinki Wolverines              | 738                              |                                  |
| 28. Juni 2021                    | Seinäjoki Crocodiles             | 33 : 0                           | Wasa Royals                      | 728                              |                                  |

| Spieltag 2 (17. – 19. Juni 2021) | Spieltag 2 (17. – 19. Juni 2021) | Spieltag 2 (17. – 19. Juni 2021) | Spieltag 2 (17. – 19. Juni 2021) | Spieltag 2 (17. – 19. Juni 2021) | Spieltag 2 (17. – 19. Juni 2021) |
| Datum                            | Heimteam                         | Erg.                             | Auswärtsteam                     | Zuschauer                        |                                  |
| -------------------------------- | -------------------------------- | -------------------------------- | -------------------------------- | -------------------------------- | -------------------------------- |
| 17. Juni 2021                    | Helsinki Roosters                | 28 : 22                          | Helsinki Wolverines              | 658                              |                                  |
| 18. Juni 2021                    | United Newland Crusaders         | 27 : 34                          | Porvoo Butchers                  | 517                              |                                  |
| 19. Juni 2021                    | Wasa Royals                      | 03 : 35                          | Kuopio Steelers                  | 231                              |                                  |

| Spieltag 3 (1. – 3. Juli 2021) | Spieltag 3 (1. – 3. Juli 2021) | Spieltag 3 (1. – 3. Juli 2021) | Spieltag 3 (1. – 3. Juli 2021) | Spieltag 3 (1. – 3. Juli 2021) | Spieltag 3 (1. – 3. Juli 2021) |
| Datum                          | Heimteam                       | Erg.                           | Auswärtsteam                   | Zuschauer                      |                                |
| ------------------------------ | ------------------------------ | ------------------------------ | ------------------------------ | ------------------------------ | ------------------------------ |
| 1. Juli 2021                   | Porvoo Butchers                | 14 : 42                        | Helsinki Roosters              | 329                            |                                |
| 2. Juli 2021                   | Helsinki Wolverines            | 27 : 22                        | United Newland Crusaders       | 456                            |                                |
| 3. Juli 2021                   | Kuopio Steelers                | 38 : 24                        | Seinäjoki Crocodiles           | 519                            |                                |

| Spieltag 4 (8. – 10. Juli 2021) | Spieltag 4 (8. – 10. Juli 2021) | Spieltag 4 (8. – 10. Juli 2021) | Spieltag 4 (8. – 10. Juli 2021) | Spieltag 4 (8. – 10. Juli 2021) | Spieltag 4 (8. – 10. Juli 2021) |
| Datum                           | Heimteam                        | Erg.                            | Auswärtsteam                    | Zuschauer                       |                                 |
| ------------------------------- | ------------------------------- | ------------------------------- | ------------------------------- | ------------------------------- | ------------------------------- |
| 8. Juli 2021                    | Helsinki Roosters               | 39 : 35                         | Porvoo Butchers                 | 510                             |                                 |
| 9. Juli 2021                    | Seinäjoki Crocodiles            | 35 : 13                         | Helsinki Wolverines             | 553                             |                                 |
| 10. Juli 2021                   | Wasa Royals                     | 07 : 49                         | Kuopio Steelers                 | 258                             |                                 |

| Spieltag 5 (15. – 17. Juli 2021) | Spieltag 5 (15. – 17. Juli 2021) | Spieltag 5 (15. – 17. Juli 2021) | Spieltag 5 (15. – 17. Juli 2021) | Spieltag 5 (15. – 17. Juli 2021) | Spieltag 5 (15. – 17. Juli 2021) |
| Datum                            | Heimteam                         | Erg.                             | Auswärtsteam                     | Zuschauer                        |                                  |
| -------------------------------- | -------------------------------- | -------------------------------- | -------------------------------- | -------------------------------- | -------------------------------- |
| 15. Juli 2021                    | United Newland Crusaders         | 06 : 57                          | Helsinki Roosters                | 497                              |                                  |
| 16. Juli 2021                    | Wasa Royals                      | 15 : 13                          | Seinäjoki Crocodiles             | 445                              |                                  |
| 17. Juli 2021                    | Kuopio Steelers                  | 44 : 06                          | Helsinki Wolverines              | 592                              |                                  |

| Spieltag 6 (23. – 25. Juli 2021) | Spieltag 6 (23. – 25. Juli 2021) | Spieltag 6 (23. – 25. Juli 2021) | Spieltag 6 (23. – 25. Juli 2021) | Spieltag 6 (23. – 25. Juli 2021) | Spieltag 6 (23. – 25. Juli 2021) |
| Datum                            | Heimteam                         | Erg.                             | Auswärtsteam                     | Zuschauer                        |                                  |
| -------------------------------- | -------------------------------- | -------------------------------- | -------------------------------- | -------------------------------- | -------------------------------- |
| 23. Juli 2021                    | Wasa Royals                      | 27 : 49                          | Porvoo Butchers                  | 314                              |                                  |
| 24. Juli 2021                    | Kuopio Steelers                  | 31 : 13                          | Seinäjoki Crocodiles             | 403                              |                                  |
| 25. Juli 2021                    | Helsinki Wolverines              | 14 : 06                          | United Newland Crusaders         | 349                              |                                  |

| Spieltag 7 (30. Juli – 1. August 2021) | Spieltag 7 (30. Juli – 1. August 2021) | Spieltag 7 (30. Juli – 1. August 2021) | Spieltag 7 (30. Juli – 1. August 2021) | Spieltag 7 (30. Juli – 1. August 2021) | Spieltag 7 (30. Juli – 1. August 2021) |
| Datum                                  | Heimteam                               | Erg.                                   | Auswärtsteam                           | Zuschauer                              |                                        |
| -------------------------------------- | -------------------------------------- | -------------------------------------- | -------------------------------------- | -------------------------------------- | -------------------------------------- |
| 30. Juli 2021                          | Helsinki Roosters                      | 32 : 35                                | Kuopio Steelers                        | 555                                    |                                        |
| 31. Juli 2021                          | Seinäjoki Crocodiles                   | 32 : 25                                | United Newland Crusaders               | 478                                    |                                        |
| 1. August 2021                         | Helsinki Wolverines                    | 26 : 20                                | Wasa Royals                            | 122                                    |                                        |

| Spieltag 8 (12. – 14. August 2021) | Spieltag 8 (12. – 14. August 2021) | Spieltag 8 (12. – 14. August 2021) | Spieltag 8 (12. – 14. August 2021) | Spieltag 8 (12. – 14. August 2021) | Spieltag 8 (12. – 14. August 2021) |
| Datum                              | Heimteam                           | Erg.                               | Auswärtsteam                       | Zuschauer                          |                                    |
| ---------------------------------- | ---------------------------------- | ---------------------------------- | ---------------------------------- | ---------------------------------- | ---------------------------------- |
| 12. August 2021                    | Helsinki Wolverines                | 08 : 42                            | Helsinki Roosters                  | 232                                |                                    |
| 13. August 2021                    | United Newland Crusaders           | 28 : 24                            | Wasa Royals                        | 327                                |                                    |
| 14. August 2021                    | Kuopio Steelers                    | 51 : 0                             | Porvoo Butchers                    | 351                                |                                    |

| Spieltag 9 (19. – 22. August 2021) | Spieltag 9 (19. – 22. August 2021) | Spieltag 9 (19. – 22. August 2021) | Spieltag 9 (19. – 22. August 2021) | Spieltag 9 (19. – 22. August 2021) | Spieltag 9 (19. – 22. August 2021) |
| Datum                              | Heimteam                           | Erg.                               | Auswärtsteam                       | Zuschauer                          |                                    |
| ---------------------------------- | ---------------------------------- | ---------------------------------- | ---------------------------------- | ---------------------------------- | ---------------------------------- |
| 19. August 2021                    | Helsinki Roosters                  | 28 : 0                             | Wasa Royals                        | 328                                |                                    |
| 21. August 2021                    | Porvoo Butchers                    | 47 : 14                            | Seinäjoki Crocodiles               | 201                                |                                    |
| 22. August 2021                    | United Newland Crusaders           | 58 : 50                            | Kuopio Steelers                    | 162                                |                                    |

| Spieltag 10 (27. / 28. August 2021) | Spieltag 10 (27. / 28. August 2021) | Spieltag 10 (27. / 28. August 2021) | Spieltag 10 (27. / 28. August 2021) | Spieltag 10 (27. / 28. August 2021) | Spieltag 10 (27. / 28. August 2021) |
| Datum                               | Heimteam                            | Erg.                                | Auswärtsteam                        | Zuschauer                           |                                     |
| ----------------------------------- | ----------------------------------- | ----------------------------------- | ----------------------------------- | ----------------------------------- | ----------------------------------- |
| 27. August 2021                     | Porvoo Butchers                     | 20 : 12                             | United Newland Crusaders            | 166                                 |                                     |
| 28. August 2021                     | Seinäjoki Crocodiles                | 44 : 22                             | Helsinki Roosters                   | 253                                 |                                     |

### Tabelle
| Pl. | Team                     | Sp. | S | U | N | TD      | Diff. | Punkte | SQ    |
| --- | ------------------------ | --- | - | - | - | ------- | ----- | ------ | ----- |
| 1   | Kuopio Steelers          | 8   | 7 | 0 | 1 | 333:143 | +190  | 14:20  | 0,875 |
| 2   | Helsinki Roosters        | 8   | 6 | 0 | 2 | 290:164 | +126  | 12:40  | 0,750 |
| 3   | Porvoo Butchers          | 8   | 5 | 0 | 3 | 213:218 | 12−5  | 10:60  | 0,625 |
| 4   | Seinäjoki Crocodiles     | 8   | 4 | 0 | 4 | 208:191 | 0+17  | 8:8    | 0,500 |
| 5   | Helsinki Wolverines      | 8   | 3 | 0 | 5 | 122:211 | 0−89  | 06:10  | 0,375 |
| 6   | United Newland Crusaders | 8   | 2 | 0 | 6 | 184:258 | 0−74  | 04:12  | 0,250 |
| 7   | Wasa Royals              | 8   | 1 | 0 | 7 | 096:261 | −165  | 02:14  | 0,125 |

- Stand: Saisonende[5].

 Qualifikation für die Play-offs

## Play-offs
|  | Halbfinale | Halbfinale           | Halbfinale |  |  | Maple Bowl XLII | Maple Bowl XLII   | Maple Bowl XLII |
|  |            |                      |            |  |  |                 |                   |                 |
|  |            |                      |            |  |  |                 |                   |                 |
|  | 1          | Kuopio Steelers      | 52         |  |  |                 |                   |                 |
|  | 4          | Seinäjoki Crocodiles | 14         |  |  |                 |                   |                 |
|  |            |                      |            |  |  | 1               | Kuopio Steelers   | 14              |
|  |            |                      |            |  |  | 2               | Helsinki Roosters | 0               |
|  | 2          | Helsinki Roosters    | 49         |  |  |                 |                   |                 |
|  | 3          | Porvoo Butchers      | 7          |  |  |                 |                   |                 |
|  |            |                      |            |  |  |                 |                   |                 |

### Halbfinale
|                                      |                                    |  |                 |                           |                      |  |                                                           |
|                                      | Kuopio 3. September 2021 18:30 Uhr |  | Kuopio Steelers | \| \| 52 : 14 \| \| \| \| | Seinäjoki Crocodiles |  | Väinölänniemen stadion Zuschauer: 491 Referee: Lamminsalo |
| (14:0, 14:7, 7:0, 17:7) Spielbericht | Kuopio 3. September 2021 18:30 Uhr |  | Kuopio Steelers |                           | Seinäjoki Crocodiles |  | Väinölänniemen stadion Zuschauer: 491 Referee: Lamminsalo |
|                                      | 52 : 14                            |  |                 |                           |                      |  |                                                           |
|                                      |                                    |  |                 |                           |                      |  |                                                           |

|                                      |                                    |  |                   |                          |                 |  |                                              |
|                                      | Vantaa 4. September 2021 18:30 Uhr |  | Helsinki Roosters | \| \| 49 : 7 \| \| \| \| | Porvoo Butchers |  | MUP Stadion Zuschauer: 375 Referee: Seppelin |
| (7:0, 14:0, 14:7, 14:0) Spielbericht | Vantaa 4. September 2021 18:30 Uhr |  | Helsinki Roosters |                          | Porvoo Butchers |  | MUP Stadion Zuschauer: 375 Referee: Seppelin |
|                                      | 49 : 7                             |  |                   |                          |                 |  |                                              |
|                                      |                                    |  |                   |                          |                 |  |                                              |

### Vaahteramalja XLII
|                              |                                    |  |                 |                          |                   |  |                                                  |
|                              | Lahti 12. September 2021 14:00 Uhr |  | Kuopio Steelers | \| \| 14 : 0 \| \| \| \| | Helsinki Roosters |  | Stadion Lahti Zuschauer: 1.001 Referee: Seppelin |
| (0:0, 7:0, 0:0) Spielbericht | Lahti 12. September 2021 14:00 Uhr |  | Kuopio Steelers |                          | Helsinki Roosters |  | Stadion Lahti Zuschauer: 1.001 Referee: Seppelin |
|                              | 14 : 0                             |  |                 |                          |                   |  |                                                  |
|                              |                                    |  |                 |                          |                   |  |                                                  |

## Auszeichnungen

### All Stars 2021
| Position                 | Athlet               | Team                     |    | Position           | Athlet              | Team              |
| ------------------------ | -------------------- | ------------------------ | -- | ------------------ | ------------------- | ----------------- |
| Offense                  |                      |                          |    |                    |                     |                   |
| QB                       | Miro Kadmiry         | Helsinki Roosters        |    | LT                 | Basil Weber         | Kuopio Steelers   |
| RB                       | Christian Powell     | Seinäjoki Crocodiles     | LG | Tim Hirsch         | Kuopio Steelers     |                   |
| RB                       | Le’Anthony Reasnover | Kuopio Steelers          | C  | Roope Korhonen     | Kuopio Steelers     |                   |
| WR                       | Hannes Harju         | Kuopio Steelers          | RG | Tuomas Tammero     | Helsinki Wolverines |                   |
| WR                       | Finn Kearns          | United Newland Crusaders | RT | Oskari Laitinen    | Kuopio Steelers     |                   |
| WR                       | Tommy Kaczocha       | Vaasa Royals             |    |                    |                     |                   |
| Defense                  |                      |                          |    |                    |                     |                   |
| DE                       | Filip Zacok          | Seinäjoki Crocodiles     |    | LB                 | Maurice Wright      | Kuopio Steelers   |
| DT                       | Ikeem Allen          | Kuopio Steelers          | DB | Lorenzo Melchiorre | Helsinki Roosters   |                   |
| DE                       | Semmie Radji         | Kuopio Steelers          | DB | Tommy Kaczocha     | Vaasa Royals        |                   |
| LB                       | Michael Hall         | United Newland Crusaders | DB | Eero Vaija         | Kuopio Steelers     |                   |
| LB                       | Jaska Värinen        | Seinäjoki Crocodiles     | DB | Adel Bafdile       | Kuopio Steelers     |                   |
| LB                       | Timi Nuikka          | Porvoon Butchers         |    |                    |                     |                   |
| Special Teams            |                      |                          |    |                    |                     |                   |
| P                        | Mikko Seppänen       | Porvoon Butchers         |    | KR                 | Lorenzo Melchiorre  | Helsinki Roosters |
| K                        | Markus Ojainväli     | Kuopio Steelers          | KR | Sean McAllen       | Porvoon Butchers    |                   |
| Quelle: vaahteraliiga.fi |                      |                          |    |                    |                     |                   |

### Awards
- Liga-MVP (Vuoden liigapelaaja): Maurice Wright, LB, Kuopio Steelers
- Offensiv-Spieler des Jahres (Vuoden Hyökkääjä): Le’Anthony Reasnover, RB, Kuopio Steelers
- Defensiv-Spieler des Jahres (Matti Lindholm Trophy): Jaska Värinen, LB, Seinäjoki Crocodiles
- Bester Line-Spieler: Semmie Radji, DE, Kuopio Steelers
- Leader des Jahres (Ari Tuuli Trophy): Mikko Seppänen, WR/P, Porvoon Butchers
- Bester Newcomer (Vuoden Tulokas): Hannes Harju, WR, Kuopio Steelers